# مشيئة الله

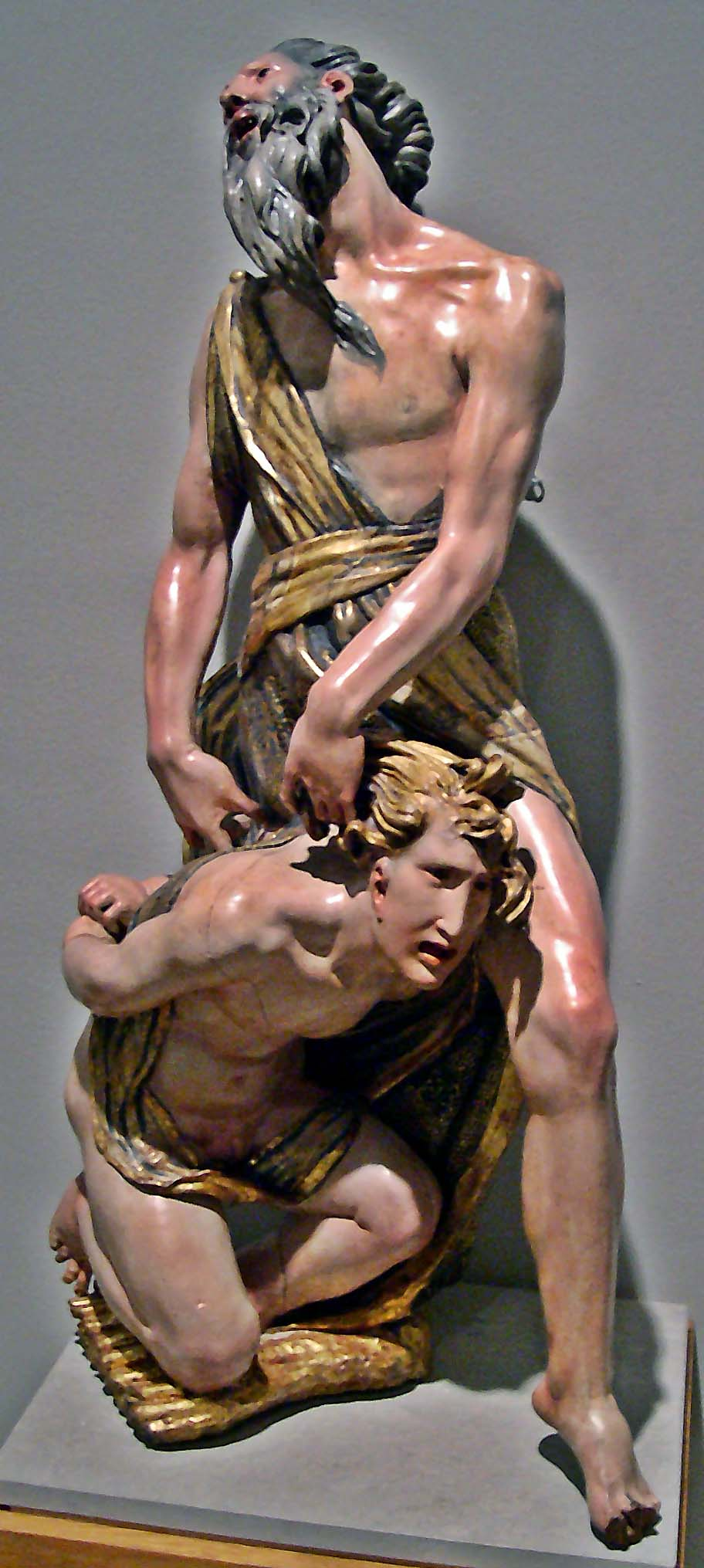

مشيئة الله ، الإرادة الإلهية ، أو خطة الله هو مصطلح يعني أن الله لديه خطة للبشرية. إسناد الإرادة أو خطة الله بشكل عام تعني إله شخصي (يعتبر الله شخصًا ذا عقل، وعواطف، وإرادة).

## التفسيرات

### المسيحية
تقول ليزلي ويذرهيد أن إرادة الله تنقسم إلى ثلاث فئات متميزة؛ متعمد، وظروفي، ونهائي. قصد الله أن يتبع الناس توجيهاته ويفعلوا الصواب؛ وضع الله قوانين الفيزياء والكيمياء، وهذه الظروف ستسبب أحيانًا صعوبات. هذا لا يعني أننا لا يجب أن نكافح ضد الظروف لخلق إرادة الله النهائية، بعالم مسالم تهيمن عليه المحبة والرحمة.

### الإسلام
في الإسلام، الخضوع والاستسلام هما مصطلحان يشيران إلى قبول إرادة الله.

### السيخية
هوكام كلمة بنجابية مشتقة من العربية hukm ، ويعني «القيادة» أو «النظام». الكون كله يخضع لحكم الله ولا يحدث شيء بدون إرادة الله.

### اليهودية
تقليديا، ترى اليهودية أن يهوه، إله إبراهيم وإسحاق ويعقوب وإله إسرائيل، أنقذ الإسرائيليين من العبودية في مصر، وأعطاهم شريعة موسى في الكتاب المقدس في جبل سيناء كما هو موصوف في التوراة.